# Scyrotis brandbergensis
Scyrotis brandbergensis là một loài bướm đêm thuộc họ Cecidosidae. Loài này có ở Namibia.